# Vikbron

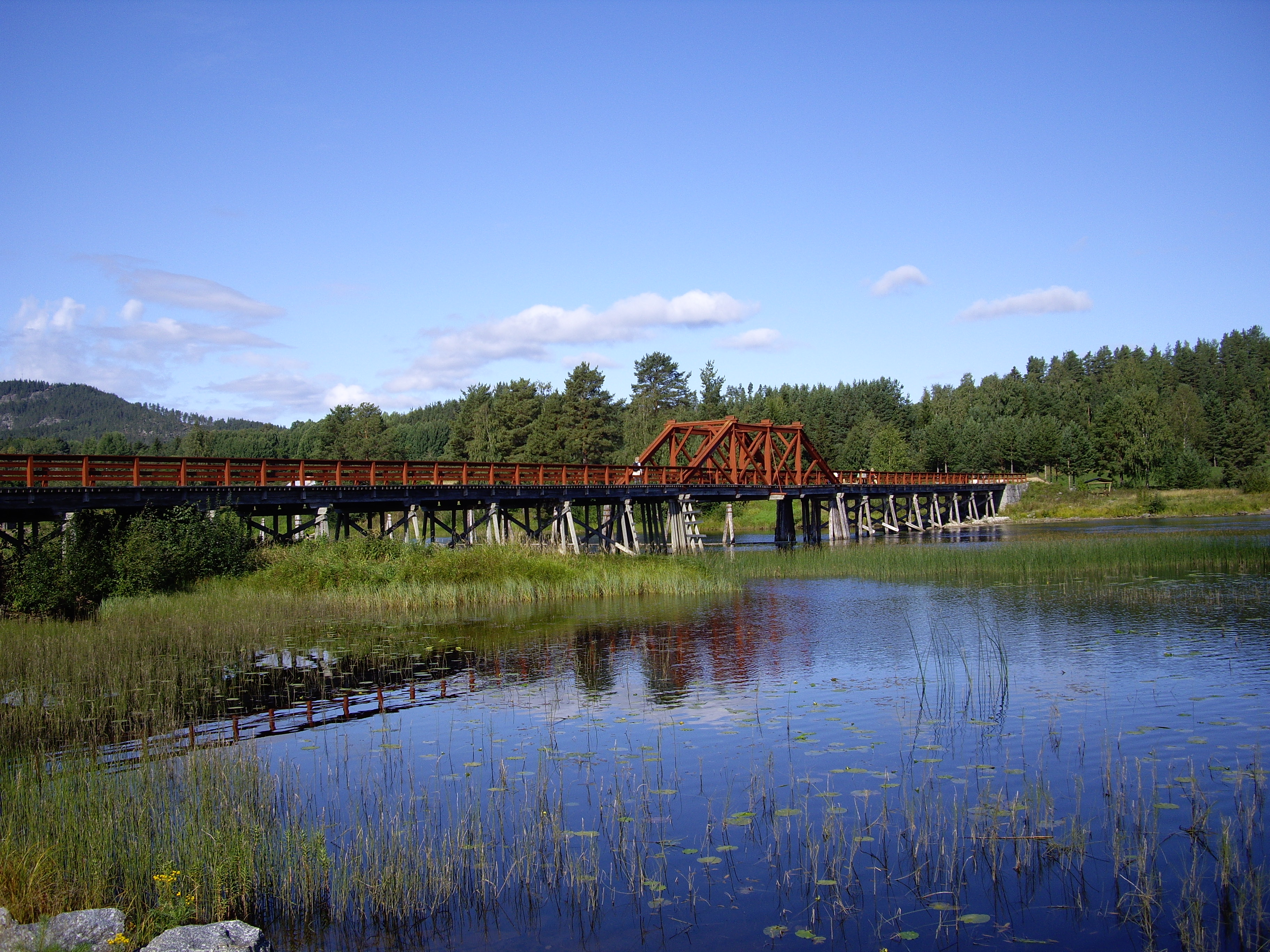
Vikbron som löper över Ljungan i Fränsta.

Vikbron är en träbro i närheten av Fränsta i Ånge kommun, Medelpad. Bron, som löper över Ljungan vid inloppet till Torpsjön, byggdes 1888 av Finnsta-Vikens byamän som alternativ till den då tullbelagda bron över Byforsen, ungefär en kilometer uppströms.
Vikbron är med sina 133 meter Sveriges längsta träbro i sitt slag. Även brofundamenten och överbyggnaden är av trä. Bron skadades då en översvämning sommaren 2000 drabbade bygden, men har därefter återställts. Återinvigningen ägde rum 2005, och i samband med det beslutade länsstyrelsen i Västernorrlands län om att byggnadsminnesförklara bron. Vikbron ägdes av Roggaforsen Finnsta Vikens intresseförening (RFV intresseförening).
Sedan juni 2021 ägs bron av Ånge Kommun. 
Vid brons norra sida går S:t Olavsleden.